# Silvo Plut
Silvo Plut, slovenski morilec, * 29. maj 1968, Novo mesto, Socialistična federativna republika Jugoslavija 28. april 2007, Ljubljana, Slovenija. 
16. februarja 1990 je umoril Marjanco Matjašič. Po tem, ko jo je ubil, je še iznakazil njeno truplo in pobegnil. Policija ga je kmalu prijela, nakar je bil obsojen na 15 let zapora.
Kazen je prestajal v ZPKZ Dob, od koder je bil po 13 letih predčasno izpuščen zaradi vzornega vedenja. Kmalu zatem je odpotoval v Srbijo, kjer je sodeloval v nekaj ropih, dokler ni 18. novembra 2004 umoril svoje druge žrtve, Jasmine Đošić. Tudi njeno truplo je naknadno izmaličil.
Zatem je pobegnil nazaj v Slovenijo, kjer so ga takoj priprli na podlagi tiralice v zvezi z ropi v Sloveniji. Ko je bil zaradi pomanjkanja dokazov pozneje oproščen in izpuščen, je javnost obeh držav postala ogorčena. Zaradi tedaj veljavne zakonodaje Slovenija ni mogla izročiti Pluta SČG, tako da je ostal na prostosti. 
24. februarja 2006 je ugrabil zakonski par, Mira in Ljubico Ulčar, nakar je Ljubico posilil in ubil; Miru je uspelo pobegniti.
Okrožno sodišče v Ljubljani ga je 2. oktobra 2006 spoznalo za krivega umora Ljubice Ulčar in poskusa umora Mira Ulčarja. Prisodilo mu je 45 let zapora, a ker je po slovenski zakonodaji najvišja zaporna kazen 30 let, naj bi jih toliko tudi odslužil. V kazen so mu bili všteti tudi dnevi, ki jih je preživel v priporu.
V Srbiji je bil Plut 26. aprila 2007 obsojen na 40 let zapora, zaradi umora Jasmine Đošić in nekaterih drugih kaznivih dejanj.
Silvu Plutu so prvostopenjska sodišča izrekla za več kot 116 let zapora. Do pravnomočnosti sodbe je kazen prestajal v Zavodu za prestajanje kazni na Povšetovi, kjer so ga 28. aprila našli mrtvega. Storil je samomor.
Njegov bratranec je bil Bojan Plut.